# 뜨롱
뜨롱(베트남어: Tự Long, 1973년 12월 22일 ~ )은 베트남의 배우, 희극인, 텔레비전 프로그램 진행자이다. 베트남 국방부 산하 총병참부 소속 배우로 활동했으며 2013년에는 중령, 2016년에는 대령 계급을 받았다. 2012년에는 베트남 정부로부터 공훈예술가, 2015년에는 인민예술가 칭호를 받았다.